# Inela Nogić
 (novembre 2013).
Si vous disposez d'ouvrages ou d'articles de référence ou si vous connaissez des sites web de qualité traitant du thème abordé ici, merci de compléter l'article en donnant les références utiles à sa vérifiabilité et en les liant à la section « Notes et références ».
Inela Nogić (née en 1976 à Sarajevo) s'est rendue célèbre durant le siège de Sarajevo en gagnant le concours de miss Sarajevo assiégé.

## Biographie
En 1993, Inela Nogić devient Miss Sarajevo. Ce concours de beauté avait été organisé dans un sous-sol afin d'éviter le barrage de tirs de snipers des milices serbes. Inela Nogić et les autres participantes avaient alors maintenu une banderole sur laquelle était écrit « Don't let them kill us » (en français : « Ne les laissez pas nous tuer »). Les images du concours, qui avaient été filmées par le vidéaste amateur Bill Carter, ont été réutilisées dans le documentaire Miss Sarajevo. Celui-ci a été diffusé dans le monde entier, provoquant une réaction des spectateurs qui a renforcé la pression internationale pour mettre fin au siège de la ville. Plus tard les membres du groupe irlandais U2, en compagnie de Brian Eno et de Luciano Pavarotti, ont incorporé ces images dans le clip du single Miss Sarajevo. La photo d'Inela Nogić prise lors du concours est présente sur la pochette de l'album.
À la fin de la guerre, Inela a été invitée sur scène par U2 lors de leur concert à Sarajevo en 1997.